# Орлиные канюки
Орлиные канюки (лат. Geranoaetus) — род хищных птиц из семейства ястребиных (Accipitridae).

## Состав рода
Долгое время род Geranoaetus считался монотипическим (единственным его видом называли Geranoaetus melanoleucus). В настоящее время в его состав включают три вида птиц. Все они обитают в Новом Свете, при этом каждый из видов встречается в Южной Америке.
| Изображение | Научное название         | Русское название    | Распространение |
| ----------- | ------------------------ | ------------------- | --- |
|             | Geranoaetus albicaudatus | Белохвостый канюк   | Прибрежные районы Техаса, юг Мексики и на юг до центральной Аргентины, а также на многих островах Карибского бассейна |
|             | Geranoaetus polyosoma    | Красноспинный канюк | Центральные и северные районы Анд                                                                                     |
|             | Geranoaetus melanoleucus | Орлиный канюк       | Южная Америка |

Каждому из видов рода МСОП присвоил охранный статус LC.